# Luneta (strojírenství)

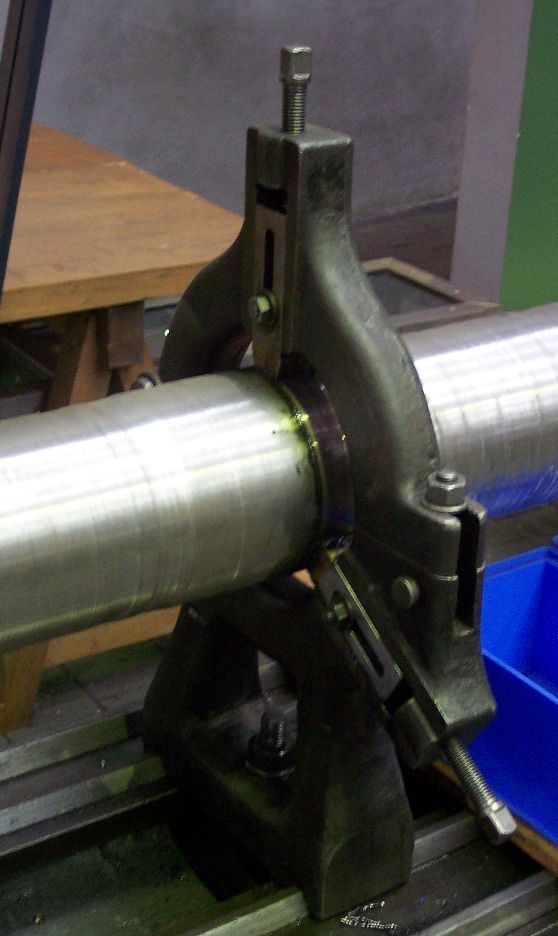
Pevná soustružnická luneta

Luneta je ve strojírenství podpěra dlouhých nebo tenkých obrobků při soustružení nebo broušení válcové plochy.

## Popis
Lunetu tvoří obvykle litinový rámec s kruhovým otvorem, do něhož zasahují tři nastavitelné palce s kladkami, které podpírají obrobek. Moderní konstrukce zajišťují automatické vystředění obrobku, hydraulické rychloupínání a pod. Luneta se umísťuje kolmo k ose obrobku, a to buď přímo na lože soustruhu (pevná luneta), anebo na suport (posuvná luneta). Luneta jednak zabraňuje prohnutí obrobku tlakem soustružnického nože, jednak nebezpečnému příčnému rozkmitání obrobku.